# Yaylakonak, Hınıs
Yaylakonak là một xã thuộc huyện Hınıs, tỉnh Erzurum, Thổ Nhĩ Kỳ. Dân số thời điểm năm 2011 là 234 người.